# Fichier d’Audit Informatisé AED
Fichier d’Audit Informatisé AED, häufiger mit dem Kürzel FAIA bezeichnet, ist die Definition einer standardisierten Datei zur Prüfung von Mehrwertsteuerdaten eines Luxemburger Unternehmens. Daten werden in einem XML-Format mit definierten Strukturen an die Mehrwertsteuerbehörden (Administration de l'Enregistrement, AED) übermittelt und dort geprüft.
2005 veröffentlichte die Organisation für wirtschaftliche Zusammenarbeit und Entwicklung eine Spezifikation zur elektronischen Übermittlung von steuerrelevanten Daten, das Standard Audit File – Tax («SAF-T»). Als Antwort auf diese Spezifikation modifizierte das Luxemburger Parlament die Mehrwertsteuergesetze und schuf am 19. Dezember 2008 die gesetzliche Grundlage für die Datei mit einer Novelle der Artikel 70.3, 2. Abs. des Luxemburger Mehrwertsteuergesetzes. Nach dieser Novelle müssen elektronisch vorliegende Daten analog zu den deutschen Grundsätzen zur ordnungsmäßigen Führung und Aufbewahrung von Büchern, Aufzeichnungen und Unterlagen in elektronischer Form sowie zum Datenzugriff (GoBD) auch elektronisch zur Verfügung gestellt werden.
Die ersten Empfehlungen für das FAIA-Format wurden Ende 2009 von den Luxemburger Steuerbehörden veröffentlicht. Im Oktober 2011 wurde eine überarbeitete Fassung (FAIA 2.0) veröffentlicht, die im Februar 2013 (FAIA 2.01) erneut angepasst wurde.